# متلازمة L1
متلازمة L1 هي مجموعة من الاضطرابات المتنحية الخفيفة إلى الشديدة المرتبطة بالكروموسوم X والتي تشترك في أساس وراثي مشترك. يشمل طيف اضطرابات متلازمة L1 عدم تكوّن الجسم الثفني المعقد المرتبط بالكروموسوم X، والشلل النصفي التشنجي من النوع الأول، ومتلازمة MASA، واستسقاء الرأس المرتبط بالكروموسوم X مع تضيق قناة سيلفيوس. (HSAS) وتسمى أيضًا متلازمة L1CAM (للجين المسبب للاضطراب) ومتلازمة CRASH، وهي اختصار لخصائصها السريرية الأولية: نقص تنسج الجسم الثفني، والتخلف (الإعاقة الذهنية)، والإبهام المقرب، والتشنج، واستسقاء الرأس.
يمكن أن تحدث متلازمة L1 بسبب متغيرات مختلفة في L1CAM، الجين الذي يوفر المعلومات التي تسمح للجسم بإنتاج جزيء التصاق الخلية L1 يسمى أحيانًا بروتين L1. جزيء التصاق الخلية L1 هو بروتين سطح موجود على سطح جميع الخلايا العصبية. يسمح للخلايا العصبية بالارتباط مع بعضها البعض وإنشاء نقاط الاشتباك العصبي (وصلات حيث تمرر المعلومات من محاور عصبون إلى التشعبات وجسم خلية أخرى). ونتيجة لذلك، فإن جزيء التصاق الخلية L1 ضروري للتطور الهيكلي للدماغ ويساهم في القدرة على التفكير والتحرك وتطوير الذكريات. يرتبط نوع وشدة متغير L1CAM الذي يسبب متلازمة L1 في شخص معين ارتباطًا مباشرًا بحدة الأعراض والضعف الوظيفي الذي يعاني منه.
لا يوجد علاج لمتلازمة L1، وغالبًا ما يكون الإنذار سيئًا. يمكن أن يختلف متوسط العمر المتوقع للأشخاص الذين يعانون من متلازمة L1 بشكل كبير اعتمادًا على شدة الحالة، حيث يموت البعض بعد الولادة بفترة وجيزة والبعض الآخر يصل إلى مرحلة البلوغ. علاج الأشخاص المصابين بمتلازمة L1 داعم ويهدف إلى تحسين نوعية الحياة وتقليل الضعف الوظيفي.

## العلامات والأعراض
تظهر متلازمة L1 على شكل طيف يتراوح من السمات الخفيفة إلى الشديدة. هناك ارتباط بين النمط الوراثي والنمط الظاهري عبر طيف L1، ما يعني أن المتغير الجيني المحدد الذي يسبب اضطراب طيف L1 لدى المريض يحدد شدة متلازمة L1 في ذلك المريض. المرضى الذين يعانون من متغيرات الاقتطاع (فقدان الوظيفة) في  L1CAM، والتي تمنع التوليف الكامل لـ L1 (البروتين) يعانون من سمات أكثر خطورة من المرضى الذين يعانون من متغيرات الخطأ في L1CAM، ما قد يؤدي إلى بروتين غير طبيعي ولكن لا يمنع تركيبه. لتوضيح هذا الاختلاف في شدة متلازمة L1، فإن ما يصل إلى 50% من الأطفال المولودين بمتلازمة L1 الناتجة عن طفرة مبتورة سيموتون قبل سن 3 سنوات على الرغم من توفير أفضل علاج طبي متاح. بالمقارنة، ما يقرب من 10% من الأطفال المولودين بمتلازمة L1 الناتجة عن طفرة مغلوطة يموتون قبل سن 3 سنوات.
على الرغم من عرضها على طيف مستمر، فإن متلازمة L1 مقسمة بشكل فضفاض إلى أربعة أنماط ظاهرية منفصلة.

### التأثيرات الاجتماعية على أساس الأعراض
غالبًا ما يعاني الأشخاص المصابون بمتلازمة L1 من مشاكل فيما يتعلق بالأدوار والتفاعلات المجتمعية بسبب الإعاقات الجسدية والعقلية الشديدة المرتبطة بالاضطراب. يمكن أن تختلف هذه المشكلات اعتمادًا على الأعراض التي تظهر في فرد معين وشدة تلك الأعراض، والتي تحدد في النهاية بناءً على مكان وجود الفرد في طيف متلازمة L1.
يعد التشنج من أكثر علامات متلازمة L1 شيوعًا ويظهر في جميع الأنماط الظاهرية السريرية الأربعة. يتميز بأنه تقلص مستمر لعضلات معينة، ما يؤدي إلى تصلب العضلات الذي يمكن أن يتداخل مع الحركة والكلام الطبيعيين. في ثلاثة من الأنماط الظاهرية الرئيسية باستثناء HSAS، يعرف هذا التشنج على أنه شلل نصفي تشنجي، حيث تكون عضلات الأطراف السفلية متيبسة وتتقلص باستمرار. غالبًا ما يتجلى هذا الشلل النصفي التشنجي على أنه اضطراب في المشي (حركة المشي)، وتحديدًا المشية المتقطعة في مرضى متلازمة MASA، والتي تعمل كمصدر للإعاقة والضغط بسبب عدم استقرار الوضع، وتؤدي إلى رداءة نوعية الحياة وزيادة معدل الوفيات.
الحبسة هي أيضًا اضطراب شائع، لا سيما لدى الأشخاص الذين يعانون من متلازمة MASA اضطراب في طيف متلازمة L1 وتصف مجموعة من الإعاقات اللغوية فيما يتعلق بالنحو (التركيب)، وعلم الدلالات (المعنى)، وعلم الأصوات (الكلام)، والتشكيل (التركيب)، و/ أو البراغماتية في فهم اللغة أو التعبير عنها. غالبًا ما يعاني الأشخاص المصابون بالحبسة الكلامية، وكذلك أفراد أسرهم، من نوعية حياة سيئة بسبب العزلة الاجتماعية والاكتئاب الناجم عن ضعف اللغة، وبالتالي قد يلتمسون العلاج لتمكين التواصل الوظيفي والمناسب اجتماعيًا. تشمل خدمات العلاج لمعالجة الحبسة الكلامية في مرضى متلازمة ماسا جلسات فردية مع طبيب أو علاج جماعي أو حتى علاج قائم على الكمبيوتر، والذي أصبح أكثر شيوعًا نظرًا لإمكانية الوصول إليه.
تساهم الإعاقات الذهنية أيضًا في الصعوبات الاجتماعية التي يواجهها الأشخاص المصابون بمتلازمة L1، ويمكن أن تتراوح من خفيفة إلى شديدة اعتمادًا على موقع الشخص في طيف متلازمة L1. الأشخاص الذين يعانون من إعاقة ذهنية خفيفة عادة ما يكون معدل ذكاءهم حوالي 50-70 (100 هو المتوسط) ويكونون أبطأ في جميع مجالات النمو، لكن ليس لديهم خصائص جسدية غير عادية ويمكنهم الاندماج اجتماعيًا. تشمل خصائص الإعاقة الذهنية المعتدلة القدرة على الحفاظ على الرعاية الذاتية مع بعض الدعم من الآخرين، والسفر إلى أماكن مألوفة في المجتمع، والتواصل بطرق بسيطة، والحصول على معدل ذكاء حوالي 35-50. غالبًا ما تُلاحظ الإعاقة الذهنية الشديدة لدى الأشخاص الذين يعانون من استسقاء الرأس المرتبط بالكروموسوم X مع تضيق قناة سيلفيوس (HSAS) (على طيف متلازمة L1) وله العديد من الخصائص الرئيسية بما في ذلك: القدرة على فهم الكلام ولكن لديهم مهارات اتصال محدودة للغاية؛ القدرة على تعلم الروتين اليومي والرعاية الذاتية البسيطة، ولكنها تحتاج إلى إشراف مباشر في البيئات الاجتماعية وتحتاج إلى دعم الأسرة للعيش في بيئة منزلية خاضعة للإشراف. اعتمادًا على شدة الإعاقة الذهنية، سيواجه الأشخاص المصابون بمتلازمة L1 مستويات متفاوتة من الصعوبة في التكيف مع بيئاتهم الاجتماعية وقد يحتاجون إلى دعم كبير من الآخرين لإكمال المهام اليومية.

### استسقاء الرأس المرتبط بالكروموسوم X مع تضيق قناة سيلفيوس
استسقاء الرأس المرتبط بالكروموسوم X مع تضيق قناة سيلفيوس (HSAS) هو النمط الظاهري الأكثر شدة في الطيف L1 وهو معروف في الغالب بسمته الرئيسية: استسقاء الرأس العميق، الذي يبدأ عادة قبل الولادة. نظرًا لظهوره قبل الولادة (أي قبل أن تلتحم عظام الجمجمة معًا)، ينتج عن استسقاء الرأس المرتبط بـ HSAS حدوث تضخم كبير في الرأس (تضخم غير طبيعي في الجمجمة) بسبب الزيادة الملحوظة في الضغط داخل الجمجمة. يمكن أن تختلف علامات وأعراض استسقاء الرأس تبعًا لشدة البداية وعمرها، ولكن التهيج (بسبب الألم) والقيء شائعان بين الأطفال المصابين بهذه الحالة. بدون علاج، يمكن أن يكون استسقاء الرأس الخلقي قاتلًا في مرحلة الطفولة. في الحالات الأقل شدة من استسقاء الرأس غير المعالج، قد يتطور الطفل إلى ما بعد سن الرضاعة، ولكنه غالبًا ما يعاني من الغثيان والقيء، وفقدان المعالم التنموية (الجسدية والمعرفية / الاجتماعية)، والشفع (الرؤية المزدوجة)، والوذمة الحليمية (تورم القرص البصري) التي يمكن أن تتطور إلى ضعف البصر الدائم بسبب زيادة الضغط داخل الجمجمة إذا لم يجري العلاج النهائي. الضرر العصبي، الناجم عن كل من استسقاء الرأس وضعف نمو الخلايا العصبية بسبب عيوب في جزيء التصاق الخلية L1، ينتج عنه تقريبًا جميع الأشخاص المصابين بـ HSAS يعانون من إعاقة ذهنية شديدة.
يعاني الأشخاص المصابون بـ HSAS أيضًا بشكل متكرر من التشنج، وهي حالة تسبب تقلصًا مستمرًا لبعض العضلات، ما يتسبب في تصلب الجسم وتحديات في المشي والتحدث. ومن المعروف أيضًا أن التشنج يسبب صعوبة في أداء أنشطة الحياة اليومية مثل الاستحمام وارتداء الملابس والتغذية الذاتية.
على الرغم من اعتبار HSAS في كثير من الأحيان اضطرابًا منفردًا في الجهاز العصبي المركزي، إلا أن أساسه الجيني يتسبب أيضًا في حدوث عيوب في العضلات والعظام تؤدي إلى أكثر من نصف الذكور المصابين بـ HSAS الذين يظهرون إبهامًا متقاربًا (مشدودًا أو مدببًا إلى الداخل باتجاه راحة اليد). على وجه التحديد، هذا العرض غير الطبيعي لليد يرجع إلى التشوهات الخلقية في الباسطة لإبهام اليد و/أو العضلة الطويلة للساعد الباسطة.